# Hanover Park, Illinois
Hanover Park är en ort (village) i Cook County, och  DuPage County, i delstaten Illinois, USA. Enligt United States Census Bureau har orten en folkmängd på 38 187 invånare (2011) och en landarea på 16,4 km².